# Sebastian Sageder
Sebastian Sageder (Puchenau, 25 de enero de 1980) es un deportista austríaco que compitió en remo. Es nieto del remero Alfred Sageder.
Ganó una medalla de oro en el Campeonato Mundial de Remo de 2001, en la prueba de cuatro sin timonel ligero. Participó en los Juegos Olímpicos de Atenas 2004, ocupando el décimo lugar en la misma prueba.

## Palmarés internacional
| Campeonato Mundial | Campeonato Mundial | Campeonato Mundial | Campeonato Mundial        |
| Año                | Lugar              | Medalla            | Prueba                    |
| ------------------ | ------------------ | ------------------ | ------------------------- |
| 2001               | Lucerna (Suiza)    | Medalla de oro     | Cuatro sin timonel ligero |